# Demolition
Demolition je 14. studiové album metalové skupiny Judas Priest, vydané 31. července 2001 přes vydavatelství SPV GmbH. Album je zvukově orientované tentokrát na Nu metal.
Mezi fanoušky si vedlo lépe než jeho předchůdce "Jugulator", ale v žebříčkách se moc neuchytil. Nejlépe se prosadil pouze v žebříčkách v Německu a Japonsku.

## Seznam skladeb
| Pořadí | Název           | Autor                     | Délka |
| ------ | --------------- | ------------------------- | ----- |
| 1.     | Machine Man     | Glenn Tipton              | 5:35  |
| 2.     | One on One      | K. K. Downing, Tipton     | 6:44  |
| 3.     | Hell Is Home    | Downing, Tipton           | 6:18  |
| 4.     | Jekyll and Hyde | Tipton                    | 3:19  |
| 5.     | Close to You    | Downing, Tipton           | 4:28  |
| 6.     | Devil Digger    | Tipton                    | 4:45  |
| 7.     | Bloodsuckers    | Downing, Tipton           | 6:18  |
| 8.     | In Between      | Tipton                    | 5:41  |
| 9.     | Feed on Me      | Tipton                    | 5:28  |
| 10.    | Subterfuge      | Tipton, Chris Tsangarides | 5:12  |
| 11.    | Lost and Found  | Downing, Tipton           | 4:57  |
| 12.    | Cyberface       | Tipton, Scott Travis      | 6:45  |
| 13.    | Metal Messiah   | Tipton, Tsangarides       | 5:14  |

#### Bonusové skladby:
| Pořadí | Název               | Autor                        | Délka |
| ------ | ------------------- | ---------------------------- | ----- |
| 14.    | Rapid Fire          | Rob Halford, Downing, Tipton | 3:53  |
| 15.    | The Green Manalishi | Peter Green                  | 4:09  |

#### Bonusové skladby na australském vydání:
| Pořadí | Název               | Autor                               | Délka |
| ------ | ------------------- | ----------------------------------- | ----- |
| 14.    | What's My Name      | Tim "Ripper" Owens, Downing, Tipton | 3:45  |
| 15.    | Rapid Fire          | Halford, Downing, Tipton            | 3:53  |
| 16.    | The Green Manalishi | Green                               | 4:09  |

## Sestava
- Tim 'Ripper' Owens – zpěv
- K.K. Downing – kytara
- Glenn Tipton – kytara
- Ian Hill – baskytara
- Scott Travis – bicí